# Gianina van Groningen
Gianina Elena van Groningen, née Beleagă le 21 mai 1995 à Gura Humorului, est une rameuse roumaine. Après deux titres mondiaux (2017, 2018), elle est médaillée d'argent olympique (2024).

## Carrière
Sélectionnée pour les Jeux olympiques d'été de 2016, elle termine à la 2e place de la finale B en deux de couple poids léger. Quatre ans plus tard à Tokyo, elle termine à la 6e place de la finale A. Van Groningen est également double championne du monde en 2017 et 2018.
En 2022, après le décès de sa mère, elle fait une pause dans sa carrière.
Représentant la Roumanie aux Jeux olympiques d'été de 2024, elle remporte la médaille d'argent en deux de couple poids léger avec sa coéquipière Ionela Cozmiuc. C'est la dernière fois que cette épreuve fait son apparition aux Jeux.

### Vie privée
En 2023, elle épouse le rameur Jan van Groningen, le fils de Steven van Groningen et de l'ancienne médaillée olympique Valeria Răcilă.